# Civilization IV
Sid Meier's Civilization IV (även Civilization 4, förkortat Civ4) är ett turordningsbaserat datorspel, utvecklat av Firaxis Games och utgivet av 2K Games. Det är den fjärde delen av strategispelet Civilization. Spelet formgavs av Soren Johnson under ledning av Sid Meier och Firaxis. I Nordamerika släpptes spelet den 25 oktober 2005. I Sverige släpptes spelet den 4 november 2005. Spelet fick två expansioner; Warlords och Beyond the Sword. 2007 släpptes både grundspelet och expansionerna i ett Civilization IV: Complete.

## Spelupplägg
I spelet får spelaren möjlighet att styra en civilisation från 4000 f.Kr. och fram till år 2050. Spelet går ut på att försöka skapa ett så framgångsrikt imperium som möjligt från väldigt begränsade tillgångar. Spelet börjar med att spelaren får bygga en stad runt 4000 f.Kr. Därefter skall spelaren utvidga sitt rike till ett välde och samtidigt strida mot övriga spelare, utveckla infrastruktur och tillgodose vetenskapliga och kulturella framsteg.
Det finns fem sätt man kan vinna spelet på. De är att antingen erövra samtliga civilisationer, behålla flertalet av världsbefolkningen och landyta, bli den första att skicka en rymdfarkost till Alfa Centauri, uppnå kulturpoängen för tre städer till "legendarisk" eller att bli utropad till världsledare av FN. Om man når slutdatumet för spelet utan att uppnått dessa mål vinner den som har mest poäng vid slutdatumet.

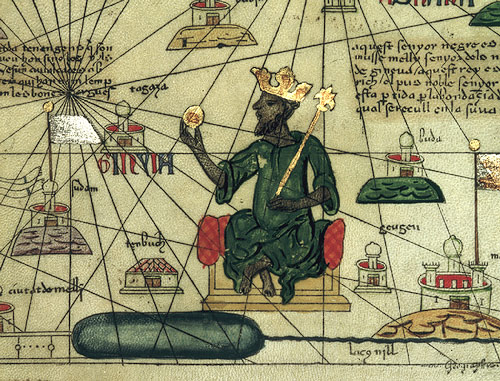
En helt ny civilisation i Civilization IV är Maliriket under Mansa Musa.

Det finns som mest arton olika civilisationer att välja på varav åtta har två olika ledare att välja mellan. Varje ledare har tilldelats utmärkande drag som speglar de egenskaper som var betydande för den tidsperiod de var verksamma i.

### Nyheter

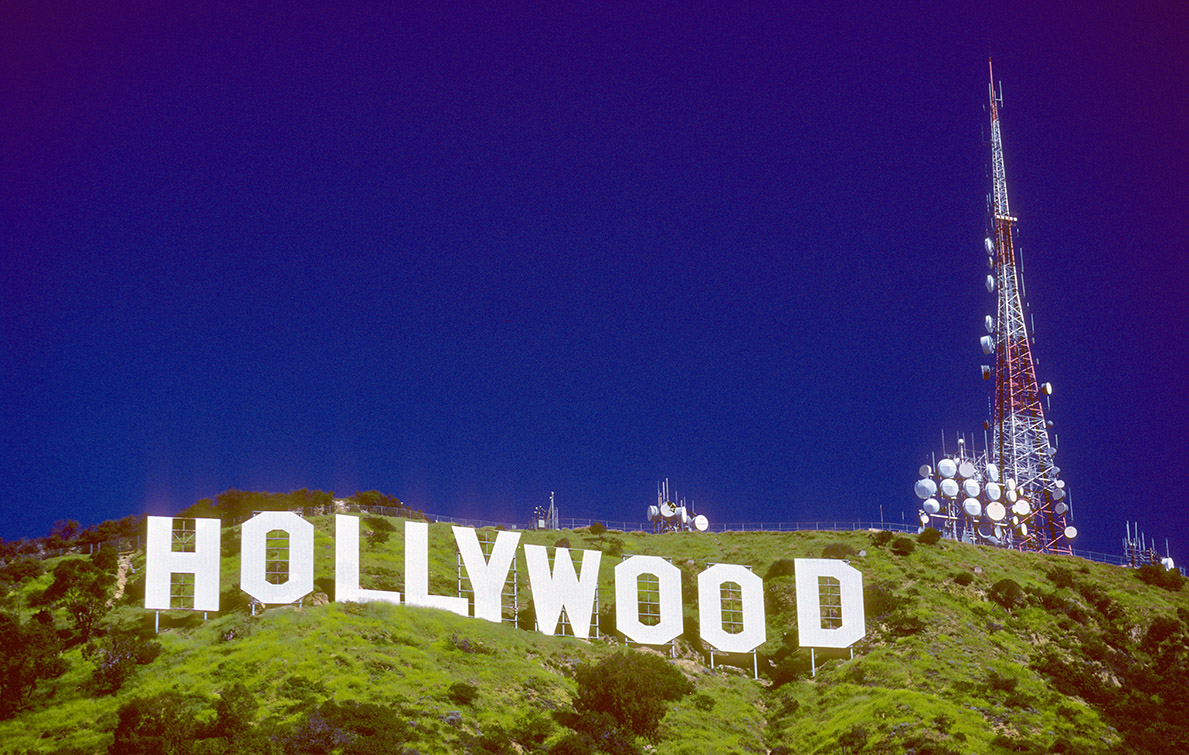
Bland de nya underverken finns Hollywood.

Det finns flera nyheter jämfört med föregångaren Civilization III.
- Historiska personer ur fem kategorier - konstnärer, ingenjörer, köpmän, profeter, vetenskapsmän - som alla har särskilda egenskaper och ger städerna olika former av bonusar. Bland dessa historiska personer märks bland andra Platon, Homeros, Michelangelo, Leonardo da Vinci, Albert Einstein och Marie Curie. I expansionerna tillkommer två nya kategorier - härförare och spioner.
- Istället för att omvända en del av befolkningen i en stad för skapandet av nybyggare och arbetare, så används överskottet av mat för tillverkningen av dessa.
- Modellen för statsskick och skötsel har fått flera plan i fem kategorier som alla ger sina för- och nackdelar i form av skötselkostnad och bonus.
- Religionen har utökats från att varit enbart byggande av tempel och domkyrkor och därmed givit spelet ett nytt mått vid kontakt med andra civilisationer. Sju religioner, som ger likadana bonusar, upptäcks under utforskandet av nya teknologier: buddhism (meditering), hinduism (polyteism), islam (gudomlig rätt), judendom (monoteism), konfucianism (Kodifikation), kristendom (Teologi) och daoism (filosofi). När en civilisation är först med att utveckla någon av ovanstående teknologier grundas religionen i en av dess städer. Denna kallas för helig stad för religionen.
- I princip förlorar man aldrig någon överbliven tillverkning. Allt förs vidare till nästa projekt. Man kan också ha flera företag igång samtidigt, och de lagrar upp den investerade tillverkningen när de inte arbetas på.
- Korruption, som i tidigare spel medförde tillverknings- och inkomstbortfall, har ersatts av ett system med underhållsavgifter för städerna. Underhållet beräknas på antalet städer och avståndet till huvudstaden.
- När militärenheterna får erfarenhet kan spelaren välja nya förmågor till dem, bland annat bonus mot andra slags enheter eller art av terräng.
- Förorening och befolkningstak har ersatts av ett hälsotal för städer.
- Barbarer bygger och utvecklar städer.
- Vissa civilisationer har fler än en ledare, med olika bonusar och AI för olika ledare.

#### Återgång till tidigare versioner av Civilization
- Teknologiträdet är inte längre strikt indelat i tidsåldrar.
- Belägringsenheter anfaller på samma sätt som andra enheter, istället för att beskjuta dem. Enheterna kan också nöta ned städers försvar.
- Spelarna bedriver spioneri med rörliga spionenheter istället för en dialogruta. Däremot återgår spioneriet till denna "ruta" i den senaste expansionen, men de rörliga enheterna kunde utnyttjas för "specialuppdrag".

## Anpassningar
Spelutvecklarna har lagt ned mycket tid på att göra Civilization IV anpassningsbart för användarna och det finns därför en stor skara beundrare som gör så kallade moddar och scenarier till spelet.

### Karteditor
I spelet finns en kraftfull inbyggd karteditor kallad World Builder med vilken man kan göra nya kartor och världar från grunden eller anpassa befintliga för att göra scenarier till spelet.
Med karteditorn anpassar man enkelt terrängen, lägger till naturtillgångar samt förlägger civilisationer och dess militära enheter.

### Python och XML
De flesta variabler och inställningar finns i form av data i XML-format, vilket gör det enkelt att anpassa enheters styrkor och svagheter samt andra förutsättningar i spelet. Man kan även tämligen enkelt skapa helt nya enheter eller naturtillgångar med tillhörande grafik för att ytterligare anpassa det efter sina egna behov.
Civilization IV använder sig dessutom av programmeringsspråket Python och ett bibliotek kallat Boost för att skapa gränssnitt och många scriptbaserade delar av spelet. Med programmeringskunskaper i Python kan man således skapa händelser (events) och andra anpassningar av skeenden i spelet.

### SDK
Firaxis släppte ett så kallat Software Development Kit under början av 2006. Det består av källkoden till en dll som innehåller den centrala spellogiken. Med det är det möjligt att anpassa i princip vilka delar som helst i spelet, undantaget själva spelmotorn, innehållande dess AI.

## Expansioner
Det har kommit ut två expansioner till Civilization IV, Warlords och Beyond the Sword.

### Warlords
Civilization IV: Warlords släpptes den 24 juli 2006 i Nordamerika och den 28 juli 2006. Denna expansion innehåller åtta stycken nya civilisationer, tre nya underverk (The Great Wall (Denkinesiska muren), Universitetet i Sankore och Artemistemplet) och ledare till befintliga civilisationer (Churchill, Ramses II, Stalin och Augustus). Nytt är också vasallstater, där samhällena byggs upp av ett herre-vasall-förhållande.

### Beyond the Sword
Civilization IV: Beyond the Sword gavs ut 2007. Expansionen innehåller tio nya civilisationer med nya ledare, enheter och byggnader, och elva nya scenarier samt sex nya underverk.

#### Sceniarer
- Afterworld liknar ett turbaserat rollspel, spelaren kämpar mot levande döda.
- Broken Star året är 2010 och Ryssland är upplöst i ett inbördeskrig; de sista härförarna, varav vilken spelaren är en, försöker stabilisera Ryssland.
- Charlemagne
- Last frontier utspelar sig ute i rymden. Ett antal solsystem i universum har koloniserats, men kontakten med jorden från kolonierna bryts plötsligt. Kolonierna tror att något katastrofalt har hänt och bygger upp sina egna välden.
- Next War utspelar sig under 2040-talet, och jorden är delad av fyra stora nationer.
- World War II: Road to War tre scenarier; antingen Europa 1936, eller 1939 vid andra världskrigets början, eller Stilla havet 1936.

## Musik
Huvudtemat Baba Yetu skrevs av kompositören Christopher Tin och kom att som första spellåt vinna en Grammy Award 2011.